# Coppa di Svizzera 2022-2023 (pallavolo femminile)
La Coppa di Svizzera 2022-2023 si è svolta dal 13 settembre 2022 al 25 marzo 2023: al torneo hanno partecipato 121 squadre di club svizzere e la vittoria finale è andata per la seconda volta al Neuchâtel.

## Regolamento
- Alla competizioni sono state ammesse tutte le squadre impegnate nei campionati di livello nazionale, ossia la Lega Nazionale A, Lega Nazionale B e 1. Lega, oltre che quelle impegnate nei campionati di livello regionale, ossia la 2. Lega,la 3. Lega e la 4. Lega.
- Tutti gli incontri si svolgono in gara unica, sempre in casa della formazione di categoria più bassa, ad eccezione della finale, giocata in campo neutro; nel caso in cui due formazioni provenissero dalla stessa categoria, si gioca in casa di quella col peggior piazzamento nella stagione precedente.
- Le squadre di livello provinciale scendono in campo fin dal primo turno, quelle provenienti dalla 1. Lega debuttano al secondo turno, quelle provenienti dalla Lega Nazionale B al quinto turno e quelle provenienti dalla Lega Nazionale A agli ottavi di finale.

## Squadre partecipanti
| - Aadorf - Aarau - Amriswil - Andwil-Arnegg - Appenzeller Bären - Arbon - Arosa - Beckenried - Bellinzona - Bubendorf - Bulle - Burgdorf - Bütschwil - Chênois - Cheseaux - City Volley Basilea - Düdingen - Eburo - Einsiedeln - Embrach - Entre-deux-Lacs - Epalinges - Fortuna Bürglen - Franches-Montagnes - Freies Gymnasium - Fully - Gelterkinden - Genève - Gibloux - Glaronia - Goldach | - Grenchen - Grosshöchstetten - Hallau - Herisau - Hochdorf Audacia - Hüttwilen - Interlaken - Jona - Kanti - Kanti Limmattal - Kestenholz - Köniz - Konolfingen - Kriens - Küssnacht - La Côte - La Suze - Lägern Wettingen - Lalden - Lancy - Langenthal - Laufen - Le Locle - Le Mont-sur-Lausanne - Linth - Losanna UC - Lugano - Lunkhofen - Lutry-Lavaux - Lützelflüh | - March - Mauren-Eschen - Mellingen - Merenschwand-Muri - Münchenbuchsee - Münsingen - Muri Berna - Murten - Mutschellen - Muttenz - Näfels - Neuchâtel - Neuenkirch - Nidau - Novartis - OTA - Oberdiessbach - Oerlikon - Oftringen - Olten - Orbe - Porrentruy - Raiffeisen - Rechthalten - Rüschlikon - STB - Sainte-Croix - San Gallo - Satus Köniz - Schaffhausen | - Schmitten - Servette - Seuzach - Sm'Aesch Pfeffingen - Smash Winterthur - Spada Academica - Sursee - Swiss - Toggenburg - Tornado Adliswil - Ueberstorf - Uettligen - Uni Berna - Uster - Uzwil - Viamala Thusis - Visp - Volero Aarberg - Volero Zurigo - Voléro Zurigo - Volewa Wald - Volleya Obwalden - Wädivolley - Welschenrohr - Wiedikon - Wil - Wittenbach - Würenlingen - Zelgli Aarau - Züri Unterland |

## Torneo

### Tabellone (fase finale)
|  | Ottavi di finale    | Ottavi di finale |  |               | Quarti di finale    | Quarti di finale |  |          | Semifinali          | Semifinali |  |        | Finale    | Finale |
|  |                     |                  |  |               |                     |                  |  |          |                     |            |  |        |           |        |
|  | Uni Berna           | 0                |  |               |                     |                  |  |          |                     |            |  |        |           |        |
|  | Uni Berna           | 0                |  |               |                     |                  |  |          |                     |            |  |        |           |        |
|  | Bellinzona          | 3                |  |               |                     |                  |  |          |                     |            |  |        |           |        |
|  | Bellinzona          | 3                |  | Bellinzona    | 0                   |                  |  |          |                     |            |  |        |           |        |
|  |                     |                  |  | Bellinzona    | 0                   |                  |  |          |                     |            |  |        |           |        |
|  |                     |                  |  |               | Lugano              | 3                |  |          |                     |            |  |        |           |        |
|  | Genève              | 2                |  |               | Lugano              | 3                |  |          |                     |            |  |        |           |        |
|  | Genève              | 2                |  |               |                     |                  |  |          |                     |            |  |        |           |        |
|  | Lugano              | 3                |  |               |                     |                  |  |          |                     |            |  |        |           |        |
|  | Lugano              | 3                |  |               |                     |                  |  | Lugano   | 3                   |            |  |        |           |        |
|  |                     |                  |  |               |                     |                  |  | Lugano   | 3                   |            |  |        |           |        |
|  |                     |                  |  |               |                     |                  |  |          | Sm'Aesch Pfeffingen | 2          |  |        |           |        |
|  | Visp                | 0                |  |               |                     |                  |  |          | Sm'Aesch Pfeffingen | 2          |  |        |           |        |
|  | Visp                | 0                |  |               |                     |                  |  |          |                     |            |  |        |           |        |
|  | Volero Zurigo       | 3                |  |               |                     |                  |  |          |                     |            |  |        |           |        |
|  | Volero Zurigo       | 3                |  | Volero Zurigo | 0                   |                  |  |          |                     |            |  |        |           |        |
|  |                     |                  |  |               |                     |                  |  |          |                     |            |  |        |           |        |
|  |                     |                  |  |               | Sm'Aesch Pfeffingen | 3                |  |          |                     |            |  |        |           |        |
|  | Sm'Aesch Pfeffingen | 3                |  |               |                     |                  |  |          |                     |            |  |        |           |        |
|  | Sm'Aesch Pfeffingen | 3                |  |               |                     |                  |  |          |                     |            |  |        |           |        |
|  | Kanti               | 1                |  |               |                     |                  |  |          |                     |            |  |        |           |        |
|  | Kanti               | 1                |  |               |                     |                  |  |          |                     |            |  | Lugano | 2         |        |
|  |                     |                  |  |               |                     |                  |  |          |                     |            |  | Lugano | 2         |        |
|  |                     |                  |  |               |                     |                  |  |          |                     |            |  |        | Neuchâtel | 3      |
|  | Glaronia            | 3                |  |               |                     |                  |  |          |                     |            |  |        | Neuchâtel | 3      |
|  | Glaronia            | 3                |  |               |                     |                  |  |          |                     |            |  |        |           |        |
|  | Toggenburg          | 2                |  |               |                     |                  |  |          |                     |            |  |        |           |        |
|  | Toggenburg          | 2                |  | Glaronia      | 1                   |                  |  |          |                     |            |  |        |           |        |
|  |                     |                  |  | Glaronia      | 1                   |                  |  |          |                     |            |  |        |           |        |
|  |                     |                  |  |               | Cheseaux            | 3                |  |          |                     |            |  |        |           |        |
|  | Köniz               | 0                |  |               |                     |                  |  |          |                     |            |  |        |           |        |
|  | Köniz               | 0                |  |               |                     |                  |  |          |                     |            |  |        |           |        |
|  | Cheseaux            | 3                |  |               |                     |                  |  |          |                     |            |  |        |           |        |
|  | Cheseaux            | 3                |  |               |                     |                  |  | Cheseaux | 1                   |            |  |        |           |        |
|  |                     |                  |  |               |                     |                  |  | Cheseaux | 1                   |            |  |        |           |        |
|  |                     |                  |  |               |                     |                  |  |          | Neuchâtel           | 3          |  |        |           |        |
|  | Franches-Montagnes  | 1                |  |               |                     |                  |  |          | Neuchâtel           | 3          |  |        |           |        |
|  | Franches-Montagnes  | 1                |  |               |                     |                  |  |          |                     |            |  |        |           |        |
|  | Düdingen            | 3                |  |               |                     |                  |  |          |                     |            |  |        |           |        |
|  | Düdingen            | 3                |  | Düdingen      | 0                   |                  |  |          |                     |            |  |        |           |        |
|  |                     |                  |  | Düdingen      | 0                   |                  |  |          |                     |            |  |        |           |        |
|  |                     |                  |  |               | Neuchâtel           | 3                |  |          |                     |            |  |        |           |        |
|  | Epalinges           | 0                |  |               | Neuchâtel           | 3                |  |          |                     |            |  |        |           |        |
|  | Epalinges           | 0                |  |               |                     |                  |  |          |                     |            |  |        |           |        |
|  | Neuchâtel           | 3                |  |               |                     |                  |  |          |                     |            |  |        |           |        |
|  | Neuchâtel           | 3                |  |               |                     |                  |  |          |                     |            |  |        |           |        |

### Risultati

#### Primo turno
| 1º ottobre 2022 Centre Sportif Sous-Moulin, Thônex Durata: ? - Spettatori: ?            | Chênois           | 1 - 3 | Entre-deux-Lacs      | 25-17, 14-25, 22-25, 21-25        |
| 21 settembre 2022 CS Champs-de-la-Joux, Sainte-Croix Durata: ? - Spettatori: ?          | Sainte-Croix      | 3 - 0 | Eburo                | 25-10, 25-10, 25-6                |
| 27 settembre 2022 Centre omnisports Ecole, Petit-Lancy Durata: - Spettatori:            | Lancy             | 1 - 3 | Lutry-Lavaux         | 25-23, 16-25, 16-25, 11-25        |
| 15 settembre 2022 Salle omnisport du Puisoir, Orbe Durata: ? - Spettatori: ?            | Orbe              | 1 - 3 | Le Mont-sur-Lausanne | 20-25, 18-25, 26-24, 11-25        |
| 1º ottobre 2022 Salle Polyvalente, Fully Durata: ? - Spettatori: ?                      | Fully             | 3 - 0 | La Côte              | 25-18, 25-18, 25-15               |
| 17 settembre 2022 Gsteig, Burgdorf Durata: ? - Spettatori: ?                            | Burgdorf          | 3 - 0 | Kestenholz           | 25-10, 25-7, 25-15                |
| 22 settembre 2022 Turnhalle Grünenmatt, Lützelflüh Durata: ? - Spettatori: ?            | Lützelflüh        | 0 - 3 | Gibloux              | 8-25, 11-25, 11-25                |
| 22 settembre 2022 Alpenweg, Grosshöchstetten Durata: ? - Spettatori: ?                  | Grosshöchstetten  | 3 - 0 | Ueberstorf           | 25-17, 25-12, 25-20               |
| 22 settembre 2022 Turnhalle, Rechthalten Durata: ? - Spettatori: ?                      | Rechthalten       | 0 - 3 | Muri Berna           | 21-25, 20-25, 19-25               |
| 26 settembre 2022 Gwatt, Schmitten Durata: ? - Spettatori: ?                            | Schmitten         | 0 - 3 | Satus Köniz          | 16-25, 21-25, 16-25               |
| 22 settembre 2022 Gymer 1, Langenthal Durata: ? - Spettatori: ?                         | Welschenrohr      | 0 - 3 | Langenthal           | 9-25, 16-25, 9-25                 |
| 21 settembre 2022 Ecole primaire de la Condémine, Bulle Durata: ? - Spettatori: ?       | Bulle             | 0 - 3 | STB                  | 19-25, 11-25, 14-25               |
| 23 settembre 2022 Lindenallee, Interlaken Durata: ? - Spettatori: ?                     | Interlaken        | 1 - 3 | Konolfingen          | 23-25, 25-17, 13-25, 17-25        |
| 21 settembre 2022 Mehrzweckhalle, Oftringen Durata: - Spettatori:                       | Oftringen         | 0 - 3 | Gelterkinden         | 18-25, 18-25, 10-25               |
| 20 settembre 2022 Seemättli, Muttenz Durata: ? - Spettatori: ?                          | Novartis          | 1 - 3 | Muttenz              | 12-25, 25-20, 10-25, 11-25        |
| 20 settembre 2022 Säli 2, Olten Durata: ? - Spettatori: ?                               | Olten             | 0 - 3 | Küssnacht            | 20-25, 20-25, 20-25               |
| 22 settembre 2022 Sempach-Station, Neuenkirch Durata: ? - Spettatori: ?                 | Neuenkirch        | 3 - 2 | Sursee               | 20-25, 25-16, 25-23, 23-25, 15-11 |
| 19 settembre 2022 3 Fachhalle, Merenschwand Durata: ? - Spettatori: ?                   | Merenschwand-Muri | 2 - 3 | Bubendorf            | 16-25, 16-25, 25-22, 25-21, 5-15  |
| 28 settembre 2022 Rüsler, Niederrohrdorf Durata: ? - Spettatori: ?                      | Mellingen         | 3 - 1 | Zelgli Aarau         | 25-15, 25-14, 19-25, 25-14        |
| 29 settembre 2022 Isenringen, Beckenried Durata: ? - Spettatori: ?                      | Beckenried        | 0 - 3 | Lägern Wettingen     | 8-25, 15-25, 15-25                |
| 30 settembre 2022 Sporthalle Baldegg, Hochdorf Durata: ? - Spettatori: ?                | Hochdorf Audacia  | 2 - 3 | Mutschellen          | 25-18, 12-25, 20-25, 25-13, 11-15 |
| 20 settembre 2022 Sporthalle Sekundarschule Laufental, Laufen Durata: ? - Spettatori: ? | Laufen            | 3 - 0 | Würenlingen          | 25-23, 25-18, 25-22               |
| 20 settembre 2022 Turnhalle, Oberlunkhofen Durata: ? - Spettatori: ?                    | Lunkhofen         | 3 - 1 | City Volley Basilea  | 25-18, 25-15, 25-27, 25-17        |
| 22 settembre 2022 Turnhalle Amlehn, Kriens Durata: ? - Spettatori: ?                    | Kriens            | 1 - 3 | Fortuna Bürglen      | 16-25, 25-23, 22-25, 20-25        |
| 13 settembre 2022 Sportzentrum, Herisau Durata: ? - Spettatori: ?                       | Herisau           | 0 - 3 | Kanti Limmattal      | 0-25, 0-25, 0-25                  |
| 29 settembre 2022 MZG Oberhallau, Oberhallau Durata: ? - Spettatori: ?                  | Hallau            | 2 - 3 | Wil                  | 25-21, 21-25, 25-22, 22-25, 8-15  |
| 23 settembre 2022 Compogna, Thusis Durata: ? - Spettatori: ?                            | Viamala Thusis    | 0 - 3 | Mauren-Eschen        | 12-25, 14-25, 11-25               |
| 28 settembre 2022 Primarschulhaus Ebnet, Embrach Durata: ? - Spettatori: ?              | Embrach           | 0 - 3 | Amriswil             | 18-25, 8-25, 15-25                |
| 21 settembre 2022 Kantonsschule Zürich Nord, Zurigo Durata: ? - Spettatori: ?           | Oerlikon          | 3 - 0 | Hüttwilen            | 25-23, 25-19, 25-21               |
| 15 settembre 2022 Turnhalle Trachslau, Einsiedeln Durata: ? - Spettatori: ?             | Einsiedeln        | 3 - 0 | Tornado Adliswil     | 26-24, 25-19, 25-23               |
| 19 settembre 2022 Neue Kanti Halle, Sciaffusa Durata: ? - Spettatori: ?                 | Schaffhausen      | 3 - 0 | Volewa Wald          | 25-17, 25-22, 25-20               |
| 28 settembre 2022 Sporthalle Rietacker, Seuzach Durata: ? - Spettatori: ?               | Seuzach           | 0 - 3 | Appenzeller Bären    | 14-25, 17-25, 16-25               |
| 2 ottobre 2022 Breite, Bütschwil Durata: ? - Spettatori: ?                              | Bütschwil         | 0 - 3 | Arbon                | 7-25, 17-25, 18-25                |
| 21 settembre 2022 Schulturnhalle Spitz, Kloten Durata: ? - Spettatori: ?                | Swiss             | 1 - 3 | Uster                | 21-25, 23-25, 26-24, 21-25        |
| 22 settembre 2022 Zinzikon, Winterthur Durata: ? - Spettatori: ?                        | Smash Winterthur  | 3 - 1 | Freies Gymnasium     | 25-13, 22-25, 25-20, 25-13        |
| 30 settembre 2022 Mehrzweckhalle, Arosa Durata: ? - Spettatori: ?                       | Arosa             | 3 - 0 | March                | 25-23, 25-16, 25-13               |
| 26 settembre 2022 Sand, Schmerikon Durata: ? - Spettatori: ?                            | Linth             | 1 - 3 | Näfels               | 16-25, 10-25, 25-22, 16-25        |
| 21 settembre 2022 Sporthalle Im Birch, Zurigo Durata: ? - Spettatori: ?                 | Voléro Zurigo     | 2 - 3 | Goldach              | 17-25, 25-14, 20-25, 25-23, 10-15 |
| 27 settembre 2022 Ludretikon, Thalwil Durata: h: - Spettatori:                          | OTA               | 1 - 3 | Uzwil                | 25-23, 14-25, 16-25, 24-26        |

#### Secondo turno
| 5 ottobre 2022 Salle de Sport de Corsy, Lutry Durata: ? - Spettatori: ?       | Lutry-Lavaux         | 3 - 0 | Sainte-Croix     | 25-22, 25-22, 25-17               |
| 2 ottobre 2022 Halle de Gymnase Beau-Site, Le Locle Durata: ? - Spettatori: ? | Le Locle             | 2 - 3 | Nidau            | 29-27, 25-17, 23-25, 10-25, 11-15 |
| 13 ottobre 2022 C2T, Le Landeron Durata: ? - Spettatori: ?                    | Entre-deux-Lacs      | 3 - 1 | Porrentruy       | 27-25, 25-21, 23-25, 25-23        |
| 9 ottobre 2022 Salles Ecole des Racettes, Onex Durata: ? - Spettatori: ?      | Servette             | 3 - 0 | Lalden           | 25-10, 25-16, 25-18               |
| 16 ottobre 2022 Salle Dorigny, Losanna Durata: ? - Spettatori: ?              | Losanna UC           | 2 - 3 | La Suze          | 23-25, 25-21, 25-18, 17-25, 11-15 |
| 3 ottobre 2022 Rionzi, Le Mont-sur-Lausanne Durata: ? - Spettatori: ?         | Le Mont-sur-Lausanne | 0 - 3 | Epalinges        | 21-25, 9-25, 18-25                |
| 16 ottobre 2022 Charnot, Fully Durata: ? - Spettatori: ?                      | Fully                | 0 - 3 | Raiffeisen       | 10-25, 8-25, 21-25                |
| 16 ottobre 2022 Sporthalle AARfit 1, Aarberg Durata: ? - Spettatori: ?        | Volero Aarberg       | 3 - 0 | Uettligen        | 25-20, 25-14, 25-11               |
| 14 ottobre 2022 Gymer 1, Langenthal Durata: ? - Spettatori: ?                 | Langenthal           | 3 - 1 | Münsingen        | 25-18, 27-25, 24-26, 25-15        |
| 6 ottobre 2022 Salle de sport Pra novi, Gibloux Durata: ? - Spettatori: ?     | Gibloux              | 3 - 0 | Murten           | 25-18, 25-20, 25-20               |
| 3 ottobre 2022 Gsteig, Burgdorf Durata: ? - Spettatori: ?                     | Burgdorf             | 1 - 3 | Muri Berna       | 17-25, 12-25, 25-15, 24-26        |
| 13 ottobre 2022 Sekundarschule, Münchenbuchsee Durata: ? - Spettatori: ?      | Münchenbuchsee       | 1 - 3 | Uni Berna        | 22-25, 25-13, 19-25, 16-25        |
| 14 ottobre 2022 Stockhorn, Konolfingen Durata: ? - Spettatori: ?              | Konolfingen          | 0 - 3 | Oberdiessbach    | 16-25, 14-25, 11-25               |
| 10 ottobre 2022 Alpenweg, Grosshöchstetten Durata: ? - Spettatori: ?          | Grosshöchstetten     | 3 - 2 | Satus Köniz      | 23-25, 25-23, 25-12, 14-25, 15-10 |
| 9 ottobre 2022 Schönau, Berna Durata: ? - Spettatori: ?                       | STB                  | 0 - 3 | Grenchen         | 12-25, 13-25, 17-25               |
| 16 ottobre 2022 Sporthalle Gymnasium, Laufen Durata: ? - Spettatori: ?        | Muttenz              | 0 - 3 | Laufen           | 16-25, 23-25, 12-25               |
| 13 ottobre 2022 Sempach-Station, Sempach Durata: ? - Spettatori: ?            | Neuenkirch           | 3 - 0 | Lägern Wettingen | 25-20, 25-17, 25-22               |
| 10 ottobre 2022 Kleine Kreuzzelg, Mellingen Durata: ? - Spettatori: ?         | Mellingen            | 3 - 1 | Gelterkinden     | 25-20, 24-26, 25-12, 26-24        |
| 11 ottobre 2022 SKM, Berikon Durata: ? - Spettatori: ?                        | Mutschellen          | 3 - 2 | Fortuna Bürglen  | 25-15, 18-25, 17-25, 25-21, 15-9  |
| 12 ottobre 2022 MZH Bubendorf, Bubendorf Durata: ? - Spettatori: ?            | Bubendorf            | 3 - 1 | Küssnacht        | 25-19, 19-25, 25-21, 25-21        |
| 11 ottobre 2022 Krämeracker, Uster Durata: ? - Spettatori: ?                  | Uster                | 0 - 3 | Andwil-Arnegg    | 22-25, 7-25, 20-25                |
| 15 ottobre 2022 Sporthalle Schönenberg, Schönenberg Durata: ? - Spettatori: ? | Wädivolley           | 0 - 3 | Smash Winterthur | 15-25, 23-25, 21-25               |
| 6 ottobre 2022 Kantonsschulhalle Oerlikon, Zurigo Durata: ? - Spettatori: ?   | Oerlikon             | 0 - 3 | Züri Unterland   | 10-25, 11-25, 17-25               |
| 13 ottobre 2022 SMH Berufsfachschule Uster, Uster Durata: ? - Spettatori: ?   | Kanti Limmattal      | 3 - 0 | Mauren-Eschen    | 25-8, 25-10, 25-19                |
| 13 ottobre 2022 Sporthalle Wühre, Appenzell Durata: ? - Spettatori: ?         | Appenzeller Bären    | 3 - 0 | Näfels           | 25-12, 25-17, 25-21               |
| 6 ottobre 2022 Neuhof, Niederuzwil Durata: ? - Spettatori: ?                  | Uzwil                | 0 - 3 | Jona             | 15-25, 19-25, 14-25               |
| 6 ottobre 2022 Tellenfeld, Amriswil Durata: ? - Spettatori: ?                 | Amriswil             | 1 - 3 | Rüschlikon       | 24-26, 20-25, 25-19, 13-25        |
| 14 ottobre 2022 Mehrzweckhalle, Arosa Durata: ? - Spettatori: ?               | Arosa                | 3 - 0 | Wittenbach       | 25-23, 25-19, 25-18               |
| 2 ottobre 2022 Alte Kreuzbleiche, San Gallo Durata: ? - Spettatori: ?         | Schaffhausen         | 0 - 3 | San Gallo        | 11-25, 11-25, 4-25                |
| 16 ottobre 2022 Turnhalle Trachslau, Einsiedeln Durata: ? - Spettatori: ?     | Einsiedeln           | 3 - 0 | Arbon            | 25-20, 25-7, 25-21                |
| 29 settembre 2022 Uni Irchel, Zurigo Durata: ? - Spettatori: ?                | Spada Academica      | 3 - 0 | Goldach          | 25-8, 26-24, 25-23                |
| 9 ottobre 2022 Kantonsschule Wiedikon, Zurigo Durata: ? - Spettatori: ?       | Wiedikon             | 3 - 0 | Wil              | 25-20, 25-18, 25-18               |

#### Terzo turno
| 17 ottobre 2022 ?, ? Durata: ? - Spettatori: ?                                        | Lutry-Lavaux     | 0 - 3 | Epalinges         | ?                                |
| 27 ottobre 2022 Alpenweg, Grosshöchstetten Durata: ? - Spettatori: ?                  | Grosshöchstetten | 0 - 3 | Gibloux           | 16-25, 22-25, 21-25              |
| 30 ottobre 2022 ISB, Muri bei Bern Durata: ? - Spettatori: ?                          | Muri Berna       | 0 - 3 | Uni Berna         | 20-25, 13-25, 21-25              |
| 30 ottobre 2022 Primarschule, Oberdiessbach Durata: ? - Spettatori: ?                 | Oberdiessbach    | 0 - 3 | La Suze           | 19-25, 19-25, 16-25              |
| 27 ottobre 2022 C2T, Le Landeron Durata: ? - Spettatori: ?                            | Entre-deux-Lacs  | 0 - 3 | Grenchen          | 18-25, 14-25, 21-25              |
| 23 ottobre 2022 Gymer 1, Langenthal Durata: ? - Spettatori: ?                         | Langenthal       | 2 - 3 | Nidau             | 21-25, 24-26, 33-31, 25-22, 8-15 |
| 24 ottobre 2022 Sporthalle AARfit 1, Aarberg Durata: ? - Spettatori: ?                | Volero Aarberg   | 1 - 3 | Servette          | 25-16, 20-25, 15-25, 15-25       |
| 27 ottobre 2022 Zinzikon, Winterthur Durata: ? - Spettatori: ?                        | Smash Winterthur | 3 - 0 | Andwil-Arnegg     | 25-17, 26-24, 25-22              |
| 23 ottobre 2022 Sempach-Station, Sempach Durata: ? - Spettatori: ?                    | Neuenkirch       | 3 - 0 | Arosa             | 25-23, 25-17, 25-17              |
| 23 ottobre 2022 Turnhalle Bahnhofstrasse, Mellingen Durata: ? - Spettatori: ?         | Mellingen        | 1 - 3 | Appenzeller Bären | 16-25, 17-25, 25-19, 23-25       |
| 24 ottobre 2022 MZH Bubendorf, Bubendorf Durata: ? - Spettatori: ?                    | Bubendorf        | 1 - 3 | Lunkhofen         | 15-25, 26-24, 11-25, 14-25       |
| 27 ottobre 2022 Berikerhus, Berikon Durata: ? - Spettatori: ?                         | Mutschellen      | 1 - 3 | Jona              | 25-23, 8-25, 20-25, 11-25        |
| 25 ottobre 2022 Sporthalle Sekundarschule Laufental, Laufen Durata: ? - Spettatori: ? | Laufen           | 1 - 3 | Spada Academica   | 18-25, 15-25, 25-23, 14-25       |
| 27 ottobre 2022 Turnhalle Trachslau, Einsiedeln Durata: ? - Spettatori: ?             | Einsiedeln       | 1 - 3 | Kanti Limmattal   | 14-25, 20-25, 25-21, 20-25       |
| 30 ottobre 2022 Alte Kreuzbleiche, San Gallo Durata: ? - Spettatori: ?                | San Gallo        | 0 - 3 | Züri Unterland    | 18-25, 14-25, 16-25              |

#### Quarto turno
| 13 novembre 2022 Salle de l'Ecole professionnelle, Martigny Durata: ? - Spettatori: ? | Raiffeisen        | 1 - 3 | Servette        | 27-25, 11-25, 17-25, 17-25       |
| 31 ottobre 2022 Balainen, Nidau Durata: ? - Spettatori: ?                             | Nidau             | 0 - 3 | Epalinges       | 20-25, 18-25, 25-27              |
| 8 novembre 2022 Sporthalle ZSSW, Berna Durata: ? - Spettatori: ?                      | Uni Berna         | 3 - 1 | Grenchen        | 15-25, 25-18, 25-19, 25-18       |
| 13 novembre 2022 Zinzikon, Winterthur Durata: ? - Spettatori: ?                       | Smash Winterthur  | 0 - 3 | Rüschlikon      | 18-25, 24-26, 13-25              |
| 13 novembre 2022 Sempach-Station, Neuenkirch Durata: ? - Spettatori: ?                | Neuenkirch        | 0 - 3 | Züri Unterland  | 14-25, 21-25, 16-25              |
| 13 novembre 2022 Gymnasium St. Antonius, Appenzell Durata: ? - Spettatori: ?          | Appenzeller Bären | 0 - 3 | Spada Academica | 25-27, 21-25, 25-27              |
| 13 novembre 2022 Turnhalle, Unterlunkhofen Durata: ? - Spettatori: ?                  | Lunkhofen         | 3 - 2 | Wiedikon        | 25-17, 17-25, 25-12, 22-25, 15-7 |

#### Quinto turno
| 27 novembre 2022 La Combe, Corgémont Durata: ? - Spettatori: ?                        | La Suze         | 3 - 1 | Volleya Obwalden | 25-7, 10-25, 25-16, 25-16         |
| 27 novembre 2022 Rain Doppelhalle, Jona Durata: ? - Spettatori: ?                     | Jona            | 0 - 3 | Glaronia         | 23-25, 7-25, 14-25                |
| 27 novembre 2022 Kantonsschule Limmattal, Urdorf Durata: ? - Spettatori: ?            | Kanti Limmattal | 2 - 3 | Rüschlikon       | 25-22, 28-30, 25-22, 18-25, 11-15 |
| 27 novembre 2022 Salle de la Croix-Blanche, Epalinges Durata: ? - Spettatori: ?       | Epalinges       | 3 - 0 | Züri Unterland   | 25-19, 26-24, 25-23               |
| 27 novembre 2022 Sporthalle ZSSW, Berna Durata: ? - Spettatori: ?                     | Uni Berna       | 3 - 2 | Spada Academica  | 24-26, 25-23, 25-22, 19-25, 15-9  |
| 27 novembre 2022 Salle de sport Pra novi, Farvagny-le-Grand Durata: ? - Spettatori: ? | Gibloux         | 0 - 3 | Köniz            | 12-25, 23-25, 16-25               |
| 27 novembre 2022 Salles Ecole des Racettes, Onex Durata: ? - Spettatori: ?            | Servette        | 2 - 3 | Aadorf           | 25-19, 25-23, 19-25, 19-25, 14-16 |

#### Sesto turno
| 11 dicembre 2022 La Combe, Corgémont Durata: ? - Spettatori: ?                  | La Suze    | 2 - 3 | Visp       | 26-24, 25-11, 16-25, 23-25, 11-15 |
| 11 dicembre 2022 Turnhalle, Oberlunkhofen Durata: ? - Spettatori: ?             | Lunkhofen  | 0 - 3 | Bellinzona | 16-25, 15-25, 16-25               |
| 11 dicembre 2022 Sporthalle Weissenstein, Berna Durata: 1h:26 - Spettatori: ?   | Köniz      | 3 - 0 | Aarau      | 25-21, 25-20, 25-12               |
| 11 dicembre 2022 Gulliver, Rüschlikon Durata: ? - Spettatori: ?                 | Rüschlikon | 0 - 3 | Glaronia   | 20-25, 15-25, 16-25               |
| 11 dicembre 2022 Salle de la Croix-Blanche, Epalinges Durata: ? - Spettatori: ? | Epalinges  | 3 - 1 | Aadorf     | 25-20, 25-23, 14-25, 25-17        |

#### Ottavi di finale
| 15 gennaio 2023 Sporthalle ZSSW, Berna Durata: ? - Spettatori: ?                  | Uni Berna           | 0 - 3 | Bellinzona    | 18-25, 21-25, 22-25               |
| 15 gennaio 2023 ECG Henry-Dunant, Ginevra Durata: 1h:56 - Spettatori: 148         | Genève              | 2 - 3 | Lugano        | 25-23, 17-25, 25-23, 21-25, 13-15 |
| 15 gennaio 2023 BFO Sporthalle Im Sand, Visp Durata: 0h:57 - Spettatori: ?        | Visp                | 0 - 3 | Volero Zurigo | 14-25, 16-25, 15-25               |
| 15 gennaio 2023 Sporthalle Rankhof, Basilea Durata: 1h:44 - Spettatori: 440       | Sm'Aesch Pfeffingen | 3 - 1 | Kanti         | 25-19, 19-25, 25-21, 26-24        |
| 15 gennaio 2023 Kantonsschule A-C, Glarona Durata: 1h:51 - Spettatori: 170        | Glaronia            | 3 - 2 | Toggenburg    | 25-16, 14-25, 25-21, 25-27, 15-11 |
| 15 gennaio 2023 Sporthalle Weissenstein, Berna Durata: ? - Spettatori: ?          | Köniz               | 0 - 3 | Cheseaux      | 16-25, 18-25, 10-25               |
| 15 gennaio 2023 Maurice Lacroix Arena, Saignelégier Durata: 1h:43 - Spettatori: ? | Franches-Montagnes  | 1 - 3 | Düdingen      | 16-25, 10-25, 25-22, 21-25        |
| 15 gennaio 2023 Salle de la Croix-Blanche, Epalinges Durata: ? - Spettatori: ?    | Epalinges           | 0 - 3 | Neuchâtel     | 7-25, 18-25, 15-25                |

#### Quarti di finale
| 29 gennaio 2023 Scuola Media 2, Bellinzona Durata: 0h:56 - Spettatori: 200     | Bellinzona    | 0 - 3 | Lugano              | 9-25, 21-25, 9-25          |
| 29 gennaio 2023 Sporthalle Ruebisbach, Kloten Durata: 1h:18 - Spettatori: 60   | Volero Zurigo | 0 - 3 | Sm'Aesch Pfeffingen | 23-25, 23-25, 17-25        |
| 29 gennaio 2023 Kantonsschule A-C, Glarona Durata: 1h:18 - Spettatori: 280     | Glaronia      | 1 - 3 | Cheseaux            | 25-22, 16-25, 16-25, 21-25 |
| 29 gennaio 2023 Sporthalle Leimacker, Düdingen Durata: 1h:17 - Spettatori: 714 | Düdingen      | 0 - 3 | Neuchâtel           | 23-25, 20-25, 25-27        |

#### Semifinali
| 12 febbraio 2023 Palestra Palamondo, Cadempino Durata: 1h:43 - Spettatori: 800    | Lugano   | 3 - 2 | Sm'Aesch Pfeffingen | 25-21, 10-25, 25-19, 20-25, 15-6 |
| 12 febbraio 2023 Salle Marais du Billet, Cheseaux Durata: 1h:27 - Spettatori: 250 | Cheseaux | 1 - 3 | Neuchâtel           | 25-22, 20-25, 15-25, 17-25       |

#### Finale
| 25 marzo 2023 Axa-Arena, Winterthur Durata: 1h:38 - Spettatori: 1 950 | Lugano | 2 - 3 | Neuchâtel | 25-22, 25-14, 16-25, 20-25, 7-15 |